# Samuel Bischoff
Pour les articles homonymes, voir Bischoff.

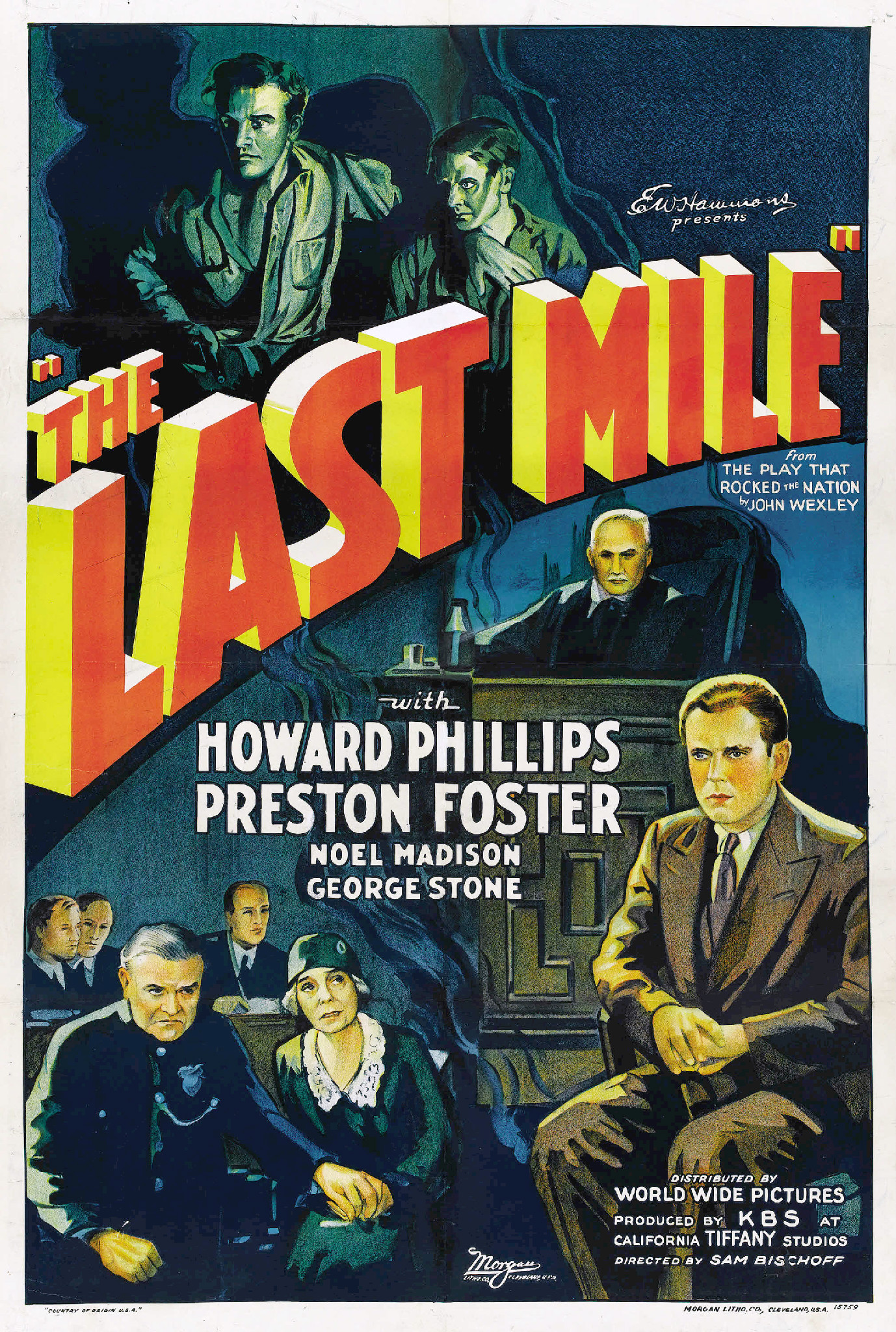
Révolte à Sing Sing (1932, réalisateur et producteur), poster promotionnel

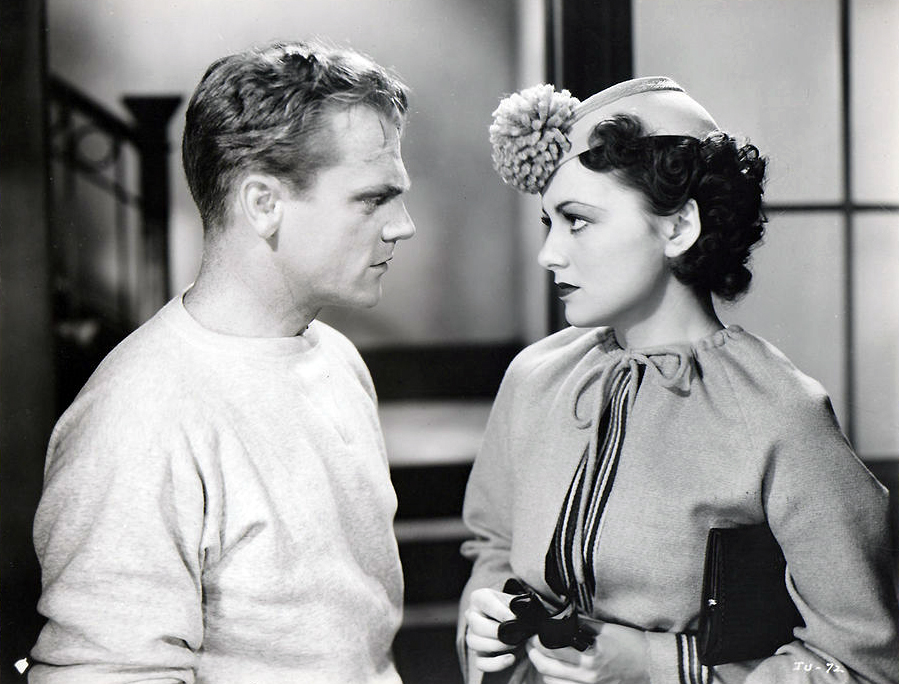
Tête chaude (1935), avec James Cagney et Olivia de Havilland

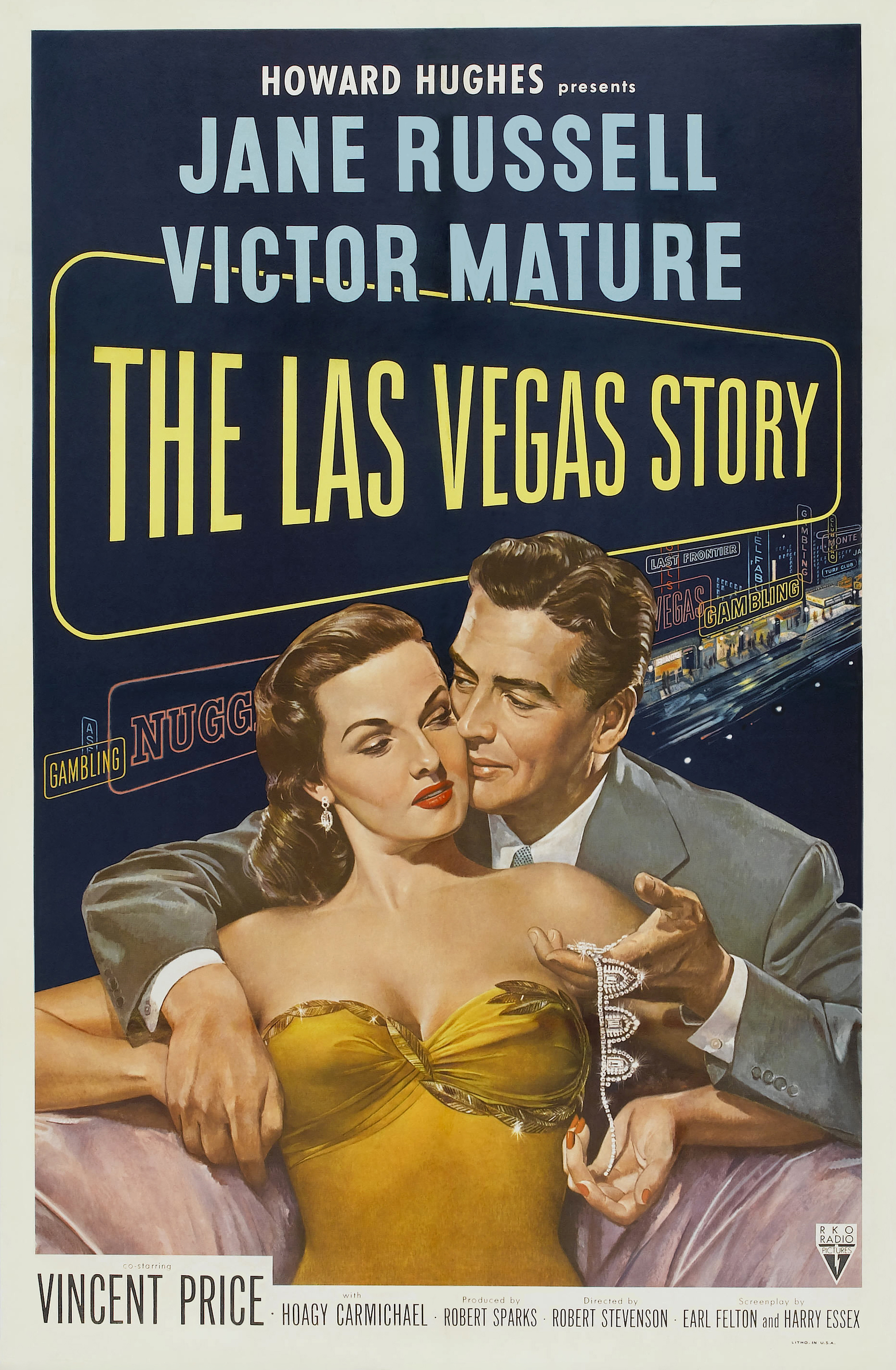
Scandale à Las Vegas (1952), poster promotionnel

Samuel « Sam » Bischoff, né le 11 août 1890 à Hartford (Connecticut) et mort le 21 mai 1975 à Los Angeles (quartier d'Hollywood, Californie), est un producteur (de cinéma et de télévision) et réalisateur américain.

## Biographie
Samuel Bischoff devient producteur de cinéma dès la période du muet (à partir de 1922), de courts métrages majoritairement (comme producteur indépendant). 
Parmi les longs métrages qu'il produit durant la période du parlant, au sein de la Warner surtout (puis de la Columbia ou de la RKO), mentionnons La Charge de la brigade légère de Michael Curtiz (1936, avec Errol Flynn et Olivia de Haviland), L'amour vient en dansant de Sidney Lanfield (1941, avec Fred Astaire et Rita Hayworth), Le Bagarreur du Pacifique d'Arthur Lubin (1953, avec Burt Lancaster et Virginia Mayo), ou encore Le Tueur de Boston de Burt Topper (dernier de ses cent-trente-six films américains, comme producteur indépendant, 1964, avec Victor Buono et David McLean).
Citons encore Révolte à Sing Sing (1932, avec Alan Roscoe et Preston Foster), son unique film comme réalisateur (en plus de producteur).
Pour la télévision américaine, Samuel Bischoff est producteur sur trois séries (1955-1958), dont Casey Jones (en) (deux épisodes, 1957-1958, avec Alan Hale Jr. dans le rôle-titre).

## Filmographie partielle

### Cinéma
- 1924 : Racing Luck (en) d'Herman C. Raymaker
- 1924 : Try and Get It de Cullen Tate (en)
- 1926 : The Silent Flyer de William J. Craft
- 1927 : The Snarl of Hate de Noel M. Smith
- 1927 : Sumuru de Tom Terriss
- 1928 : Code of the Air de James Patrick Hogan
- 1931 : Le Reportage tragique (X Marks the Spot) d'Erle C. Kenton
- 1932 : The Rich Are Always with Us d'Alfred E. Green
- 1932 : Une allumette pour trois (Three on a Match) de Mervyn LeRoy
- 1932 : Révolte à Sing Sing (The Last Mile) (+ réalisateur)
- 1932 : The Dark Horse d'Alfred E. Green
- 1934 : The Big Shakedown de John Francis Dillon
- 1934 : L'Ombre du passé (Registered Nurse) de Robert Florey
- 1935 : Tête chaude (The Irish in Us) de Lloyd Bacon
- 1935 : Agent spécial (Special Agent) de William Keighley
- 1935 : Femmes d'affaires (Traveling Saleslady) de Ray Enright
- 1935 : Le Gondolier de Broadway (Broadway Gondolier) de Lloyd Bacon
- 1935 : Casino de Paris (Go Into Your Dance) d'Archie Mayo
- 1935 : Ne pariez pas sur les blondes (Don't Bet on Blondes) de Robert Florey
- 1935 : Émeutes (Frisco Kid) de Lloyd Bacon
- 1936 : La Flèche d'or (The Golden Arrow) d'Alfred E. Green
- 1936 : Le Grand Barrage (Boulder Dam) de Frank McDonald
- 1936 : La Charge de la brigade légère (The Charge of the Light Brigade) de Michael Curtiz
- 1937 : La Révolte (San Quentin) de Lloyd Bacon
- 1937 : Le Rescapé (The Go Getter) de Busby Berkeley
- 1937 : Le Dernier Round ou Le Dernier Combat (Kid Galahad) de Michael Curtiz
- 1937 : Hollywood Hotel de Busby Berkeley
- 1938 : Une enfant terrible (Hard to Get) de Ray Enright
- 1938 : Un meurtre sans importance (A Slight Case of Murder) de Lloyd Bacon
- 1938 : La Bataille de l'or (Gold Is Where You Find It) de Michael Curtiz
- 1938 : Menaces sur la ville (Racket Busters) de Lloyd Bacon
- 1938 : Les Anges aux figures sales (Angels with Dirty Faces) de Michael Curtiz
- 1938 : Le Vantard (Boy Meets Girl) de Lloyd Bacon
- 1939 : Les Fantastiques Années 20 (The Roaring Twenties) de Raoul Walsh
- 1939 : A Child Is Born de Lloyd Bacon
- 1939 : Le Châtiment (You Can't Get Away with Murder) de Lewis Seiler
- 1939 : Terreur à l'ouest (The Oklahoma Kid) de Lloyd Bacon
- 1940 : Three Cheers for the Irish de Lloyd Bacon
- 1941 : Texas de George Marshall
- 1941 : L'amour vient en dansant (You'll Never Get Rich) de Sidney Lanfield
- 1942 : Une nuit inoubliable (A Night to Remember) de Richard Wallace
- 1944 : None Shall Escape d'André De Toth
- 1945 : Aladin et la Lampe merveilleuse (A Thousand and One Nights) d'Alfred E. Green
- 1947 : J'accuse cette femme (Mr. District Attorney) de Robert B. Sinclair
- 1947 : L'assassin ne pardonne pas (The Corpse Came C.O.D.) d'Henry Levin
- 1947 : Intrigue (titre original) d'Edwin L. Marin
- 1948 : Sanglante Aventure (Pitfall) de André de Toth
- 1949 : La Dernière Charge (Outpost of Morocco) de Robert Florey
- 1951 : L'Équipage fantôme (Sealed Cargo) d'Alfred L. Werker
- 1951 : Plus fort que la loi (Best of the Badmen) de William D. Russell
- 1952 : Le Paradis des mauvais garçons (Macao) de Josef von Sternberg
- 1952 : Scandale à Las Vegas (The Las Vegas Story) de Robert Stevenson
- 1953 : Le Bagarreur du Pacifique (South Sea Woman) d'Arthur Lubin
- 1954 : Terreur à l'ouest (The Bounty Hunter) d'André De Toth
- 1955 : Un pruneau pour Joe (A Bullet for Joey) de Lewis Allen
- 1955 : The Phenix City Story de Phil Karlson
- 1956 : Screaming Eagles de Charles F. Haas
- 1961 : Operation Eichmann! de R. G. Springsteen
- 1964 : Le Tueur de Boston (The Strangler) de Burt Topper

### Télévision
(séries)
- 1955 : Celebrity Playhouse, saison unique, épisode 7 For the Defense de James Neilson
- 1957-1958 : Casey Jones, saison unique, épisode 18 Girl in the Cab (1957) de George Blair et épisode 25 Dangerous Hours (1958) de George Blair